# 소멸위기언어
소멸위기언어(消滅危機言語)란 사라질 위기에 놓인 언어를 뜻한다. 모든 원어민이 사라지면 사어가 된다.

## 조건
어느 언어가 소멸 위기라는 것에 대한 뚜렷한 기준은 없으나, 일반적으로 다음 세 가지를 든다:
1. 현재 살아 있는 화자들의 수
2. 그 언어를 유창하게 하는 사람들의 평균 연령
3. 어린 세대 가운데 해당 언어를 학습하는 사람의 비율

예를 들어 일본의 아이누어는 약 300명의 원어민만 남아 있고, 15명만이 일상적으로 사용하며 젊은 세대들은 거의 배우지 않는다.
인도네시아의 경우 많은 언어의 화자가 수만여 명에 달하지만 젊은 세대는 지역 토착어를 배우지 않고 국어인 인도네시아어를 선호하여 세대전수가 이루어지지 않기 때문에 잠재적으로 소멸위기언어가 된다. 거꾸로 안다만어족 언어들중 자라와어와 옹게어는 100여 명 남짓한 화자밖에 없지만 자녀들에게 언어가 이어져 활발히 쓰이기 때문에 비록 수는 적어도 소멸 위기라고 하지 않는다.
대한민국의 경우 제주에서 쓰는 말을 제주 방언이 아닌 한국어족에 속한 별도의 제주어로 보는 추세이다. 그리고 제주도의 젊은 층이 미디어 등의 영향으로 표준어를 쓰고 제주어를 익히고 쓰려 하지 않아 현재 심각한 소멸위기 상태이다. (제주어는 2011년 12월에 인도의 코로어와 함께 유네스코 소멸위기언어 레드북에서 5단계 중 사멸 직전이 4단계로 선정하였다.)

## 같이 보기
- 세계언어권리선언(Universal Declaration of Linguistic Rights)
- 언어 되살리기
- 언어의 사멸
- 언어 이데올로기(Language ideology)
- 언어 정책(Language policy)
- Language Documentation & Conservation
- Native American Languages Act of 1990